# Гори говорять
«Гори говорять» — роман у двох частинах українського письменника Уласа Самчука написаний у 1932–1933 році про Гуцульську республіку.
Книга розміщена в Електронній бібліотеці «Україніка».
Самчук навчався в Українському вільному університеті в Празі (1928–1931) і тривалий час жив на Закарпатті.

## Фабула роману
Роман побудовано формою розповіді одного з чільних представників гуцульського повстання Дмитра Цокана і сповнений динаміки, неочікуваних зав'язок і розв'язок, містить також і гумор, і плач, і багатство панів, і лихо селян, і еротику. Широко в творі використаний діалект гуцулів, описано їх психологію і народний побут.

## Публікації
Роман друкувався на сторінках літературно-наукового і суспільно-політичного місячника «Самостійна Думка» (Чернівці, 1934 р.), «Вісника» Д. Донцова (Львів, 1934 р.), в інших часописах.
Окремими книгами відомі чотири видання:
- 1934 р. — у серії «Бібліотека самостійної думки», чис. 7 (Чернівці),
- 1944 р. — у Вінніпезі,
- 1996 р. — у видавництві «Карпати» (Ужгород),
- 1998 р. — у видавництві «Атлас» (Львів).